# Ryszard Bogusz
Ryszard Bogusz (* 2. März 1951 in Bielsko-Biała (Bielitz)) ist ein lutherischer Theologe. Er war bis 2015 Bischof der Diözese Breslau der Evangelisch-Augsburgischen Kirche in Polen.
Im Jahr 1976 trat Ryszard Bogusz sein Vikariat in der Kirchengemeinde Opatrzności Bożej („Vorsehung Gottes“) in Wrocław (Breslau) an, übernahm 1981 die Pfarrverwaltung dieser Gemeinde und wurde 1992 regulärer Pfarrer. Von 1994 bis 2015 hatte er außerdem das Amt des Bischofs der Diözese Breslau innerhalb der Evangelisch-Augsburgischen Kirche in Polen inne.
Bogusz ist der Initiator vieler internationaler wie zwischenkirchlicher Kontakte auch nach Deutschland. Er ist Träger der Auszeichnung „Brat Albert“. Im Jahr 2000 erhielt er das Bundesverdienstkreuz 1. Klasse. Er ist Sekretär des Breslauer Polnischen Ökumenischen Rates.